# Gallovīj
Gallovīj (persiska: گلّویج, Galovīj) är en ort i Iran.   Den ligger i provinsen Kermanshah, i den nordvästra delen av landet, 400 km väster om huvudstaden Teheran. Gallovīj ligger 1 704 meter över havet och antalet invånare är 175.
Terrängen runt Gallovīj är huvudsakligen kuperad, men åt nordost är den platt. Runt Gallovīj är det ganska tätbefolkat, med 60 invånare per kvadratkilometer. Närmaste större samhälle är Sonqor, 13,6 km öster om Gallovīj. Trakten runt Gallovīj består i huvudsak av gräsmarker.